# Bell 201
Белл 201/XH-13F — экспериментальный вертолёт.
Вертолёт создан компанией «Bell Helicopter» на базе вертолёта Белл 47G. Белл 201 стал первым вертолётом компании с турбовальным двигателем. Проектировался для испытаний компонентов вертолёта XH-40, ставшего прототипом многоцелевого вертолёта UH-1 «Ирокез». Первый полёт совершил в 1954 году.

## Тактико-технические характеристики
- Экипаж: Три человека
- Длина: 31,6 фута (9,63 м.)
- Диаметр ротора: 37,2 футов (11,32 м.)
- Высота: 9,28 фута (2,83 м.)
- Собственный вес: 1.893 фунтов (858 кг)
- Максимальный взлётный вес: 2.950 фунтов (1.340 кг)
- Силовая установка: турбовальный Continental XT51-T-3, мощность 425 л.с.
- Максимальная скорость:  (105 миль/ч, 169 км / ч)
- Крейсерская скорость: 73 тыс. т (84 миль/ч, 135 км / ч) на 5000 футов (1525 м)
- Диапазон: 214 нм (245 миль, 395 км) на 6000 футов (1830 м)